# ウベローデ粘度計

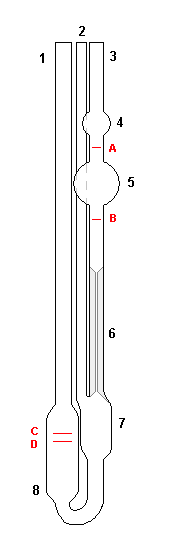
ウベローデ粘度計

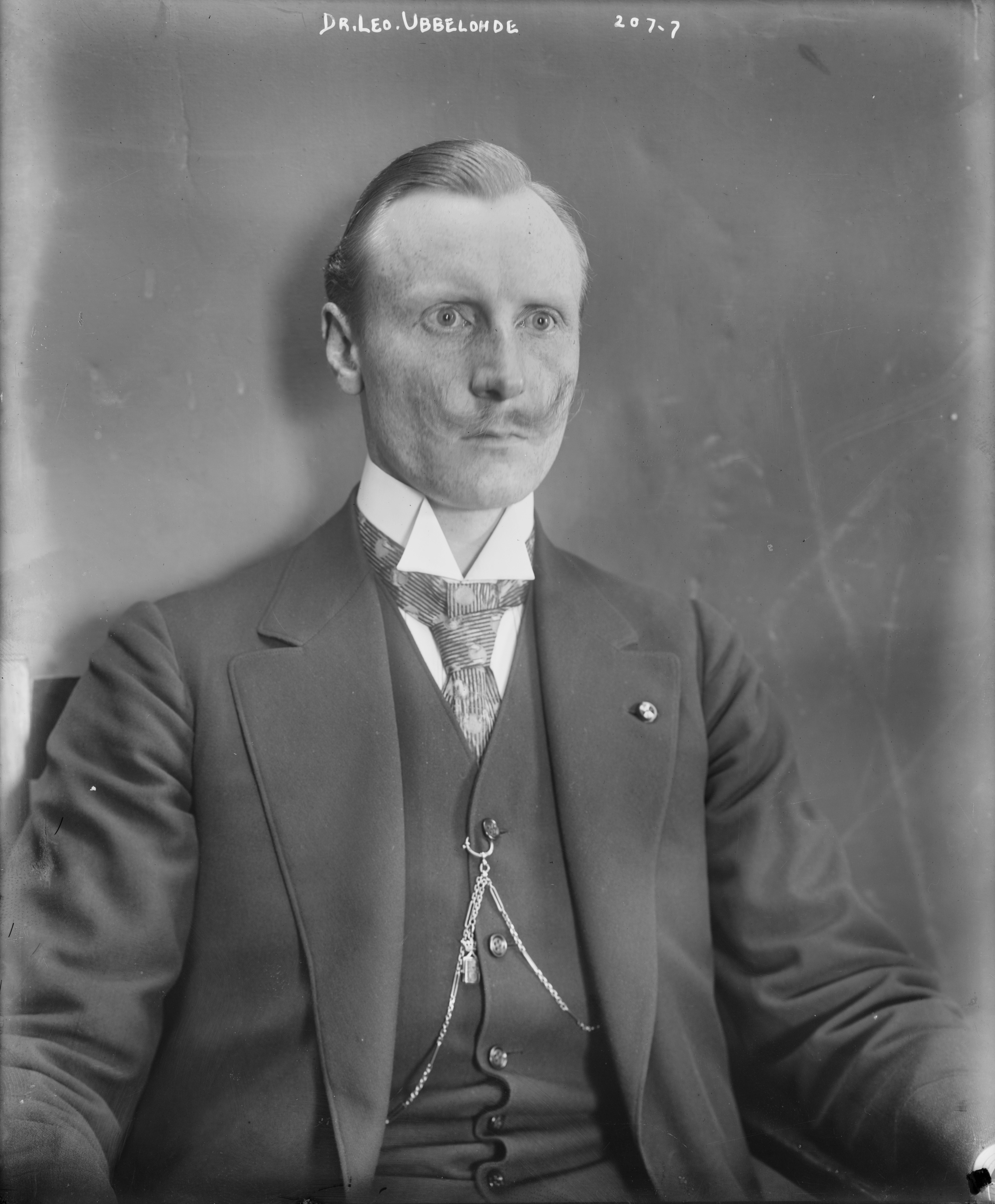
ウベローデ粘度計の発明者、 レオ・ウベローデ博士 。

ウベローデ粘度計（ウベローデねんどけい）は、細管式の粘度測定方法を採用した測定器具である 。セルロース系ポリマー溶液のような非常に高い粘度を測定するときに利用される。この測定器具の利点は、得られる粘度の値が器具内の液体の体積に依存しないことである。この粘度計はドイツの化学者レオ・ウベローデ（1877-1964）によって発明された。 

## 粘度の測定
ウベローデ粘度計は、オストワルド粘度計と密接に関係している。どちらの粘度計も、一方に液溜部分（図の8）、もう一方に細管6とつながった計測用の球形部5を備えたU字型のガラス製品である。管1から液体が液溜部分に導入され、それから、管2を指などで塞いだ状態で、管3からチューブ付き注射器などで吸引し、細管および計測球形部の上部にある小球部4まで液体を満たす。その後、すべての管1,2,3を開放し、液体を自然流下させ、球形部の上下に刻印された2つの標線A, Bの間を液体が通過する時間を計測する、この時間が粘度の目安となる。ウベローデ粘度計は、細管の下端部に接続する大気開放のための第3の管2を有することが特徴である。この管があるため、測定中は細管部が液溜めの液体と切り離され、圧力水頭（pressure head）は液体の高さにのみ依存し、器具内の液体容積には影響されない仕組みとなっている。 

## 粘度の決定
粘度の測定は、以下に示すポアズイユの法則に基づいている。 
{\displaystyle {\frac {dV}{dt}}=v\pi R^{2}={\frac {\pi R^{4}}{8\eta }}\left({\frac {-\Delta P}{\Delta x}}\right)={\frac {\pi R^{4}}{8\eta }}{\frac {|\Delta P|}{L}},}
ここで t は、所定の体積 V の液体が流下するのにかかる時間である。dV/dt 比は、細管の半径 Ｒ、平均的にかかる圧力 Ｐ、細管の長さＬ、動的粘度 η に依存する。 
平均の圧力水頭は次式で与えられる。 
{\displaystyle \Delta P=\rho g\Delta H\,}
ρ は液体の密度、g は標準重力、H は液体の平均の液柱高さである。このようにして、流体の粘度を決定することができる。 
通常、溶媒に分析物、例えばポリマー、を溶解した溶液の粘度は、その純溶媒の粘度との比で表される。そのような相対粘度 {\displaystyle \eta _{r}} は次式で与えられる。 
{\displaystyle \eta _{r}={\frac {\eta }{\eta _{0}}}={\frac {t\rho }{t_{0}\rho _{0}}},}
ここで、t0 及び ρ0 は、分析物を溶解していない純粋な溶媒の流下時間及び密度である。溶液が非常に薄い場合は、以下のように近似でき、
{\displaystyle \rho \simeq \rho _{0}\,}
いわゆる比粘度 {\displaystyle \eta _{sp}} は次のように表される。 
{\displaystyle \eta _{sp}=\eta _{r}-1={\frac {t-t_{0}}{t_{0}}}.\,}
この比粘度は、分析対象物の濃度に関係しており、固有粘度（極限粘度）{\displaystyle [\eta ]} のべき級数で表される。 
{\displaystyle \eta _{sp}=[\eta ]c+k[\eta ]^{2}c^{2}+\cdots \,}
{\displaystyle {\frac {\eta _{sp}}{c}}=[\eta ]+keta+\cdots ,\,}
ここで {\displaystyle {\frac {\eta _{sp}}{c}}} は還元粘度と呼ばれる。
固有粘度は、濃度を変えて還元粘度を測定し、Ｘ軸に濃度とＹ軸に還元粘度をプロットし、濃度ゼロに外挿することで、Ｙ軸の切片として実験的に決定することができる。 

## 測定規格
ウベローデ粘度計による測定方法は、以下のASTMやその他の規格に記載されている、ISO 3104、ISO 3105、ASTM D445、ASTM D446、ASTM D4020、IP 71、BS 188。なお日本工業規格（JIS）では、JIS Z 8803「液体の粘度測定方法」に記載されている。